# Le Pick-up
Le Pick-up ou Pick-up : Ma génération était le nom de travail donné à un pilote d'émission de variétés musicale québécoise animé par Joël Legendre et diffusée sur les ondes de Radio-Canada Télévision le 5 septembre 2011. Toutefois, le pilote de l'émission n'a pas réussi à attirer l'attention des diffuseurs en vue d'une diffusion régulière, principalement en raison d'une réception critique défavorable, aussi bien de la part du public que des analystes.

## Concept
Le pick-up est une émission qui se distingue par sa réinterprétation audacieuse de l'univers de la comédie musicale, se déroulant dans des lieux insolites et s'adressant à un public non averti. Cette expérience artistique novatrice est orchestrée par Joël Legendre, qui choisit d'investir un lieu déterminé avec sa troupe afin de présenter une comédie musicale originale basé sur l'univers musical d'un artiste québécois.
Dans un terminal d'autobus, Julien, un étudiant engagé, se retrouve dans une discussion inattendue avec Samira, une fleuriste, sur la question du retrait des troupes canadiennes en Afghanistan. Leur échange les conduit à partager des histoires personnelles poignantes, bouleversant ainsi leurs perspectives. Mais quand Marie-Élisabeth, l'intérêt amoureux de Julien, arrive et s'intéresse à un leader charismatique de la manifestation, les choses prennent une tournure inattendue, avec des conséquences surprenantes pour tous. Une histoire de rencontres, de convictions et de choix qui changent des vies.

## Synopsis
Julien, un étudiant, distribue des tracts pour une manifestation demandant le retrait des troupes canadiennes en Afghanistan dans un terminal d'autobus tout en cherchant un bus en provenance de Québec. Il s'adresse au chef de gare pour vérifier si la porte à côté de lui est celle qu'il recherche. Le chef de gare lui explique qu'il s'agit de la porte pour Ottawa et lui rappelle qu'il est interdit de faire de la sollicitation dans le terminal. Julien proteste, mais le chef de gare lui suggère de le faire sur le trottoir en face du terminal. Plus loin, Samira, une fleuriste, s'occupe de ses fleurs en fredonnant. Julien tente de passer incognito en utilisant un journal pour cacher son visage. Samira lui demande ce qu'il fait là, et Julien répond qu'il attend des amis tout en évoquant la manifestation. Intriguée, Samira demande pourquoi le Canada devrait retirer ses troupes. Julien explique que chaque jour, des civils meurent dans un conflit qui ne concerne pas le Canada. Samira rétorque sarcastiquement qu'il vaudrait mieux les laisser à leur sort. Cette réponse surprend Julien.
Samira partage alors une histoire personnelle, évoquant son fils qui est parti en bus et n'est jamais revenu. Elle confie qu'à chaque arrivée de bus, elle espère qu'il soit à l'intérieur. Touché par son récit, Julien s'excuse et exprime sa compassion. Samira réconforte Julien en lui disant que tout le monde attend quelqu'un, puis lui offre une rose. Julien lui révèle qu'il attend Marie-Élisabeth, une femme rencontrée lors d'une manifestation à Québec qui a mal tourné. Au même moment, Samira gagne 50 $ à la loterie.
Plus tard, Julien attend toujours le bus de Québec, tenant une rose à la main, lorsque Marie-Élisabeth arrive. Il la salue chaleureusement, mais elle semble ne pas le reconnaître. Elle demande s'il a changé de coupe de cheveux, ce à quoi il répond par la négative. Marie-Élisabeth se dit heureuse de le revoir, mais Julien est désorienté par la situation. Pour engager la conversation, il mentionne que c'était sa première visite sur les Plaines d'Abraham lors de la manifestation de Québec, mais Marie-Élisabeth l'interrompt en disant qu'elle doit partir. À ce moment, un groupe de manifestants, dirigé par le charismatique Xavier, approche. Marie-Élisabeth les rejoint, montrant de l'intérêt pour Xavier, ce qui suscite la jalousie de Julien.
Le chef de gare intervient pour demander aux manifestants de quitter le terminal, ce qu'ils font. Julien interroge Marie-Élisabeth à savoir si elle retourne à Québec après la manifestation, mais Xavier arrive à ce moment-là. Marie-Élisabeth les présente, et Julien, contrarié, interrompt brusquement leur conversation en reprochant à Xavier de l'avoir interrompue. Xavier répond en mettant en avant l'importance de l'occupation illégitime de l'Afghanistan. Julien reste silencieux, et Xavier persuade Marie-Élisabeth de partir avec lui. Julien exprime brièvement son désarroi à Marie-Élisabeth, mais elle part. Julien jette rageusement sa fleur au sol, distribue ses tracts aux passants et confronte Xavier et son groupe. Une altercation éclate entre Julien et Xavier, et le chef de gare tente d'intervenir. Xavier frappe violemment le chef de gare, le faisant tomber au sol.
Samira arrive à la rescousse du chef de gare, et ils s'éloignent. Julien parle à Marie-Élisabeth, exprimant sa compréhension de la situation à Québec. Marie-Élisabeth l'invite à la rejoindre à la manifestation, ce qu'il accepte. Ensemble, ils passent devant Samira et le chef de gare. Ce dernier se plaint de la jeunesse, et Samira le traite de réactionnaire. Il lui propose de lui payer un café, mais Samira insiste pour payer elle-même, car elle a gagné à la loterie. Elle hallucine brièvement en pensant voir son fils passer devant elle, mais finit par dire que tout va bien, puis ils quittent les lieux.

## Production

### Fiche technique
- Titre original : Le Pick-up
- Titre alternatif : Pick-up : Ma génération
- Création : Marie Brissette et Marie-Éve Fortin
- Musique originale : Luc De Larochellière et Marc Pérusse
- Productrice : Marie Brissette
- Sociétés de production : Société Radio Canada et Productions Marie Brissette
- Pays de production :  Canada
- Langue originale : français
- Genre : musical
- Durée : environ 21 minutes

## Distribution
- Joël Legendre : Chef de gare
- Maude Guérin : Samira Khoury
- Elizabeth Duperré : Marie-Élisabeth
- Jason Roy Léveillée : Xavier
- Aliocha Schneider : Julien

## Musique
Pick-up étant ancré dans l'univers musical de l'auteur-compositeur-interprète Luc De Larochellière, plusieurs de ses chansons de son répertoire ont été incorporées dans l'épisode :
- Ma génération tirée de l'album Sauvez mon âme
- Kunidé tirée de l'album Los Angeles
- Amère America tirée de l'album Amère America
- La route est longue tirée de l'album Amère America
- Beauté perdue tirée de l'album Un toi dans ma tête
- Marie-Élisabeth tirée de l'album Sauvez mon âme
- Cash City tirée de l'album Sauvez mon âme
- Sauvez mon âme tirée de l'album Sauvez mon âme
- Six pieds sur Terre tirée de l'album Sauvez mon âme
- Quelque chose d'animal tirée de l'album Quelque chose d'animal
- Si fragile tirée de l'album Sauvez mon âme
- Si j'te disais reviens tirée de l'album Los Angeles
- C'est pas l'paradis tirée de l'album Quelque chose d'animal

## Historique
Le 3 septembre 2011, Joël Legendre annonce sur sa page Facebook la diffusion d'une émission intitulée Le Pick-up. Il déclare que c'est un projet fantastique auquel il prend énormément de plaisir à participer. Il invite les gens à la regarder en grand nombre.
Le 5 septembre 2011 à 21 h, tout juste après la diffusion de la finale de la deuxième saison de la compétition culinaire télévisée Les Chefs! par Radio-Canada, l'émission Le Pick-up est présentée. Il s'agit d'une comédie musicale télévisée ayant pour trame de fond l'univers musical de Luc De Larochellière.
Pendant la diffusion de Pick-up, les commentaires sur les réseaux sociaux sont majoritairement négatifs. Certains se moquent de l'aspect brouillon et peu professionnel de l'émission, tandis que d'autres trouvent le jeu d'acteur risible. Certaines personnalités québécoises émettront aussi des réserves sur cette émission, comme MC Gilles, en plaisantant sur son impatience de voir l'épisode spécial sur Normand L'Amour.
À la suite de la diffusion de l'épisode, Joël Legendre invite les gens à se rendre dans la section « Pour nous joindre » du site web Radio-Canada et à manifester leur intérêt s'ils souhaitent que cette émission devienne une série.
Le 6 septembre 2011, il remercie les gens pour leurs commentaires positifs concernant l'émission. Il leur annonce également que cette émission est en fait un pilote visant à évaluer l'intérêt du public.
Le 7 septembre 2011, interrogée par des journalistes sur le sujet, la directrice générale de la télévision de Radio-Canada, Louise Lantagne, qualifie l'épisode « d'ovni télévisuel » et admet qu'elle était prête à accepter la critique en vue d'améliorer l'émission.

« Pour moi, c'était un pilote hautement diffusable. Nous étions fiers du produit. [...] Ç'a suscité beaucoup de curiosité. Ce n'était pas parfait, c'est sûr, c'était un pilote »

— Louise Lantagne, La Presse
À ce moment, Radio-Canada n'a pas encore pris de décision quant à l'acquisition d'une série d'épisodes de Pick-up. La seule certitude était que si l'émission devait revenir, les acteurs ainsi que l'artiste musical sur lequel chaque épisode serait basé changeraient chaque fois, tandis que Joël Legendre demeurerait l'animateur de l'émission.
Le 24 décembre 2011, l'émission est présentée en rediffusion pour la dernière fois.

## Réception critique
Quelques jours après la diffusion de l'émission pilote, celle-ci a été sévèrement critiquée. Les critiques ont mis en avant plusieurs défauts, tels qu'un scénario peu crédible, une intégration maladroite des chansons, et un personnage central peu convaincant. Cependant, certaines performances vocales ont été notées positivement, et l'émission a été considérée comme divertissante malgré ses imperfections,. De plus, certaines critiques ont comparé l'émission à un hybride bâclé entre Épopée rock et Glee, deux comédies musicales télévisées.

« Honnêtement, ça paraissait beaucoup trop qu'il s'agissait d'un pilote. Les chansons de Luc De Larochellière ont été bêtement plaquées sur un scénario invraisemblable aussi mince qu'un billet d'autocar. Pas une seule seconde on ne croyait au personnage de chef de gare interprété par Joël Legendre. Seule note positive: Jason Roy-Léveillé chante bien. Maude Guérin aussi. »

— Hugo Dumas, La Presse

« Voilà donc un ovni télévisuel très loin d'être parfait, mais qui a le mérite de faire sourire (pas toujours pour les bonnes raisons...) et de remettre en tête des airs parfois oubliés. »

— Amélie Gaudreau, Le Devoir